# Теодор Трифонов
Теодор Трифонов е български гимнастик.

## Спортна кариера
През 2020 година заедно с младежкия тим се класира трети на Европейското по спортна гимнастика в Мерсин, Турция и печели многобоя при младежите..
Печели към клуб „Светкавица“ титлата в многобоя при мъжете на държавното лично отборно първенство, което се провежда на Национална спортна база „Раковски“.
За дебютното си състезание при мъжете споделя:
| „ | Леко притеснен съм, но съм готов за това състезание. Доброто ми представяне на европейското първенство в Мерсин ми дава макар и малко самочувствие и затова съм положително настроен. Това ще ми е дебютно състезание при мъжете, затова увеличихме бройката на упражненията в съчетанията. Вместо с 8 елемента, в момента те са с по 10. Отскоците ми вече са по-сложни. Най-сигурен се чувствам на висилка, прескок и халки. Моята цел е да направя едно добро класиране в многобоя, да си изкарам съчетанията на 6 уреда и да направя задоволителен резултат. | “ |

На дебютното си световно през 2021 година в Япония се класира 50-и в многобоя.